# Gagaouzie
La Gagaouzie (en gagaouze : Gagauziya ; en roumain : Găgăuzia ; en russe : Гагаузия (Gagaouziya), ou Гагауз-Йери (Gagaouz-Ïeri)), officiellement l'unité territoriale autonome de Gagaouzie (UTAG, en gagaouze : Avtonom Territorial Bölümlüü Gagauziya ; en roumain : Unitatea Teritorială Autonomă Găgăuzia ; en russe : Автономное территориальное образование Гагаузия (Avtonomnoïe territorial'noïe obrazovanie Gagaouzia)), est une région autonome du sud de la Moldavie. Elle succède à la République gagaouze.

## Géographie
Le territoire gagaouze, qui s'étend sur 1 830 kilomètres carrés répartis sur quatre territoires non contigus, regroupe une quinzaine de communes regroupées en trois districts (dolay) : Comrat, Ceadîr-Lunga et Vulcănești.

## Histoire

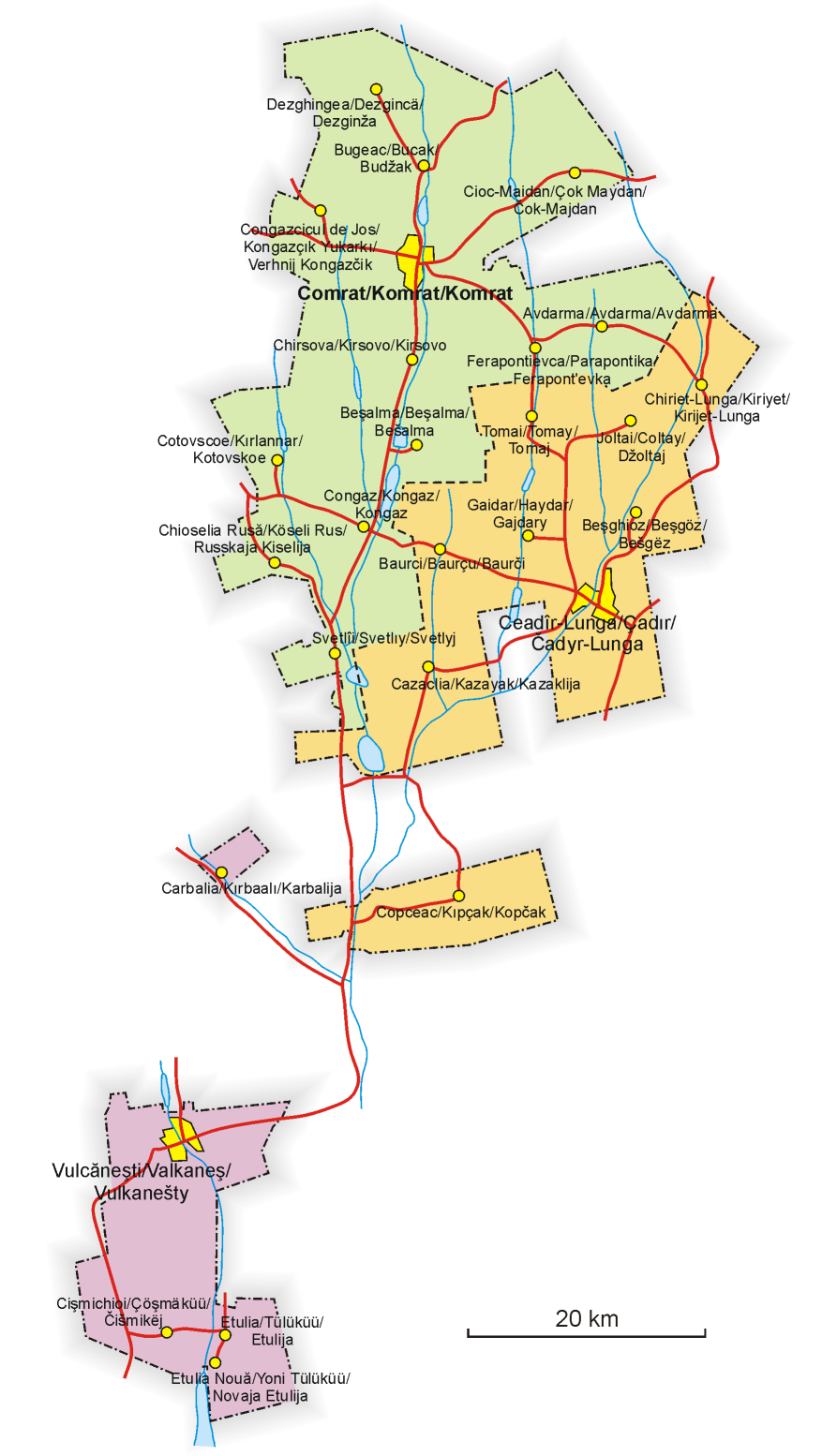
Carte de la Gagaouzie avec les trois dolay de Comrat, Ceadîr-Lunga et Vulcănești ; les noms figurent en roumain, gagaouze et russe translittéré en caractères latins.

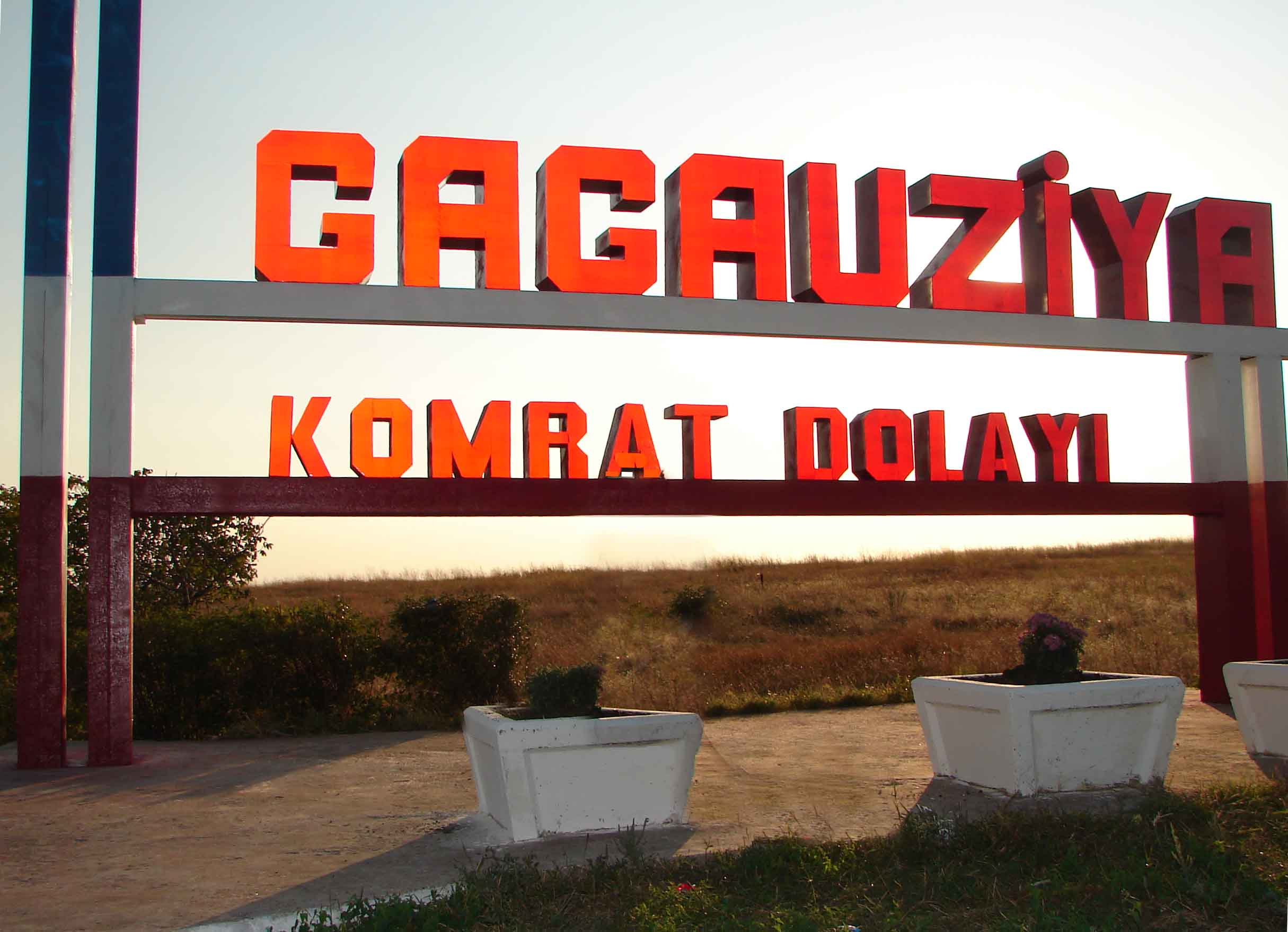
Panneau marquant l'entrée dans le territoire autonome de Gagaouzie.

### Origines
Ils descendraient de Turcs seldjoukides installés en Dobrogée, des Pechenegs, des Oghouzes (ou Oğuz) et des Coumans, émigrés ou déplacés dans les Balkans lors de conflits intertribaux turcs sous le règne du sultan Kay Kâwus II.
Les Turcs Oğuz se sont convertis au christianisme orthodoxe après s'être installés dans l'Est des Balkans, en Bulgarie actuelle. Ces « Turcs gagaouzes » ont ensuite quitté la Bulgarie aux côtés de Bulgares pour s'établir dans le sud de la Bessarabie.
Les Gagaouzes ont été successivement rattachés à la Russie (de 1812 à 1917), à la Roumanie (de 1918 à 1940 et de 1941 à 1944), à l'Union soviétique (de 1940 à 1941 et de 1944 à 1991) et à la Moldavie depuis 1991. 
Au XXe siècle, les Gagaouzes ont été indépendants pendant cinq jours, durant l'hiver 1906, lorsqu'un soulèvement paysan proclama la « république autonome de Comrat ».

### Empire russe
Jusqu'en 1812, les Gökoğuz (« Oghouzes du ciel bleu » en turc), Гаговцъ (Gagovtsy) en bulgare (et russe), Găgăuți en roumain, vivaient dans la région de Dobroudja au Sud des bouches du Danube, dépendaient religieusement de l'exarchat de Brăila du patriarcat de Constantinople et utilisaient l'alphabet grec pour transcrire leur langue. 
En 1812, à la suite de l'annexion par l'Empire russe du Boudjak situé au nord des bouches du Danube (au traité de Bucarest), un échange de populations eut lieu : les Tatars et les Turcs du Boudjak, musulmans, furent expulsés vers la Dobroudja restée ottomane (aujourd'hui partagée entre la Roumanie et la Bulgarie) tandis que des Gagaouzes et des Bulgares de Dobroudja, orthodoxes, vinrent s'installer à leur place dans le Boudjak, dans la nouvelle province russe de Bessarabie (aujourd'hui partagée entre la Moldavie et l'Ukraine).
Là, les Gagaouzes relevaient désormais (et jusqu'à nos jours) du patriarcat de Moscou. Des écoles en langue russe furent ouvertes pour eux et en 1895, une variante de l'alphabet cyrillique fut créée par Mihail Çakir pour leur langue. Petit à petit, la langue turque gök-oğuze recule face au russe et au bulgare, sans disparaître totalement. C'est pourquoi le nombre de Gagaouzes, dans les recensements russes et roumains des XIXe et XXe siècles, fluctue souvent, les Gagaouzes étant parfois comptés comme Bulgares ou comme Russes. 

### Royaume de la Grande Roumanie
En 1918, lorsque la république démocratique moldave nouvellement proclamée s'unit à la Roumanie, les Gagaouzes passèrent à l'alphabet roumain, puis à l'alphabet Çakir latin, pour finalement repasser, après l'annexion de la région par l'URSS en 1940, à l'alphabet cyrillique (sous diverses formes, russe ou moldave). Aujourd'hui, ils utilisent l'alphabet gagaouze moderne, proche de celui utilisé par le turc. 
La période entre 1918 et 1940 fut une période faste pour la minorité gagaouze : de nombreuses personnalités se distinguent dans la vie politique, sociale et culturelle de la Roumanie. L'académicien Ștefan Ciobanu les a caractérisés comme suit : « De toutes les minorités de Bessarabie, la population gagaouze est celle qui se rapproche le plus du peuple roumain par ses qualités spirituelles, par sa loyauté et par la douceur de sa nature. Tous les Gagaouzes parlent parfaitement le roumain. »

### Union soviétique
Après 1944, les Gagaouzes ont été soumis à une russification forcée par les occupants russes, combinée à un isolement forcé des Roumains, de sorte que non seulement ils ont oublié la langue roumaine, mais ils ne connaissent plus non plus leur propre langue, la gagaouze.
Le nationalisme gagaouze a commencé comme un mouvement intellectuel dans les années 1980. Le mouvement s'est renforcé à la fin de la décennie, lorsque l'Union soviétique commence à adopter les idéaux démocratiques sous Gorbachev.
En 1988, des militants intellectuels locaux, unis à d'autres minorités ethniques, créent un mouvement connu sous le nom de « Peuple de Gagaouzie ». Un an plus tard, la première assemblée de ce mouvement a eu lieu, au cours de laquelle une résolution a été adoptée appelant à la création d'un territoire autonome dans le sud de la Moldavie, avec capitale à Comrat.
Le mouvement national gagaouze s'intensifie lorsque le roumain est accepté comme langue officielle de la république de Moldavie en août 1989, remplaçant le russe imposé après la seconde guerre mondiale. Mais une partie de la population multiethnique du sud de la Moldavie considère cette décision comme précipitée et exprime un manque de confiance dans le gouvernement central de Chișinău. 

### République de Moldavie
En 1990, l'enjeu est la fédéralisation de la république de Moldavie sur la base de trois sujets égaux : la Moldavie, la Transnistrie et la Gagaouzie sous une sorte de protectorat tacite de la Russie.

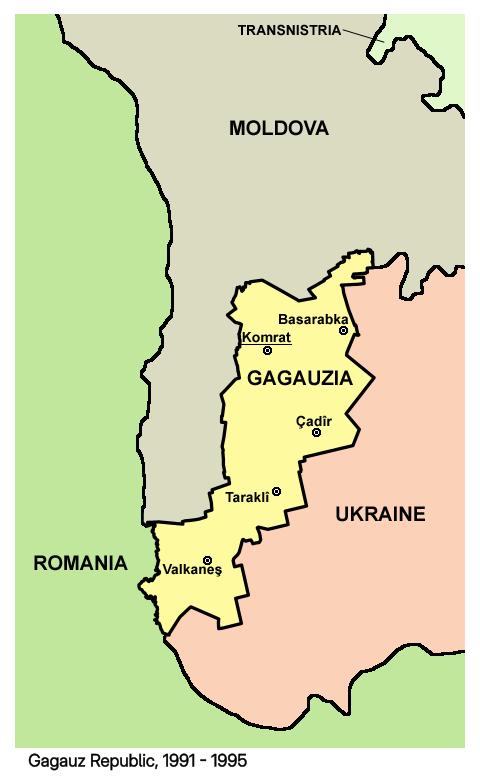
Revendications gagaouzes sur le territoire moldave, formulées par Stepan Topal en 1991.

En décembre 1990, alors que les roumanophones moldaves revendiquent la réunification avec la Roumanie à la fin du communisme soviétique, des émissaires des cercles conservateurs soviétiques convainquent Stepan Topal, le leader séparatiste Gagauz Halkı (« le peuple gagaouze »), avec le soutien tacite de Moscou, de proclamer unilatéralement une République gagaouze dont la revendication essentielle est de rester membre de l'URSS au cas où la Moldavie s'en détacherait (la République gagaouze s'étend en Moldavie, mais il y a également des villages à majorité gagaouze en Ukraine, juste de l'autre côté de la frontière). 
Effectivement, lorsque le 19 août 1990, la Moldavie proclame son indépendance, Stepan Topal, chef du mouvement national gagaouze, et l'assemblée des soviets gagaouzes ruraux à majorité communiste conservatrice proclament également la leur. 
Mais entre-temps les dirigeants soviétiques avaient quant à eux renoncé à l'idée de maintenir l'existence de l'URSS. C'est pourquoi, alors que la Moldavie est internationalement reconnue, même par la Russie, la République gagaouze n'est reconnue par personne et se retrouve isolée. 
Le fait est que, contrairement à la Transnistrie (qui avait suivi la même logique politique), la Gagaouzie ne dispose alors d'aucun atout industriel ou stratégique : ni centrale hydroélectrique, ni usine d'armement, ni contrôle des voies de communication vers Odessa. Son seul atout économique était l'exportation de tabac, dont l'occident entend réduire la consommation donc l'importation. C'est pourquoi, Stepan Topal, contrairement à son homologue transnistrien Igor Smirnov, doit renoncer à l'indépendance et accepter un statut d'autonomie au sein de la Moldavie.
Les négociations aboutissent donc et le Parlement moldave reconnait officiellement l'autonomie de la Gagaouzie en décembre 1994, en échange de l’abandon des velléités indépendantistes. Toutes les villes peuplées à plus de 50 % de Gagaouzes sont incluses dans le territoire. Les dénominations Gagovtsy (Гаговцъ) devenue péjorative et Gökoğuz jugée trop proche du nationalisme turc, sont remplacées par celles de Гагау́зы ou Găgăuzi et de Гагау́зия ou Găgăuzia désormais politiquement correctes. 
Le démocrate réformateur gagaouze Dumitru Croitor, ministre moldave des Affaires étrangères, est gouverneur de 1999 à 2002. Il parvient à doubler le budget de la région et, dans le domaine de l'agriculture, à faire valider le programme Earth, financé par l'USAID. Cela permet de rembourser une partie de la dette gagaouze et relancer les investissements, en particulier ceux de la Turquie, de l'Italie et de la Russie, créant de nouveaux emplois et de commencer à freiner l'émigration. En 2001, les conservateurs communistes reviennent en force en Moldavie (avec 50 %) et en Gagouzie (avec 80 %). Objet de pressions, Dumitru Croitor démissionne mais la Moldavie le nomme représentant de la République moldave auprès de l'Organisation mondiale du commerce (OMC).
Début 2002, la tension remonte. Les conservateurs communistes gagaouzes adoptent un comportement provocateur après la détérioration des relations entre la République moldave et les indépendantistes transnistriens en 2001 au sujet de l'application de nouvelles règles de commerce international déplaisant au Kremlin. Ils déclarent ne plus autoriser les députés de Chisinau à venir dans la région sans l'autorisation des autorités gagaouzes.
Le 25 juillet 2003, la loi no 344-XV modifie l'article 111 de la Constitution moldave qui organise le fonctionnement de l'Unité territoriale autonome de Gagaouzie (UTAG).
Toutefois, ce compromis reste fragile. Les tentatives de la Moldavie de se rapprocher de l'Union européenne provoquent chaque fois la réaction agacée du Kremlin à travers les dirigeants transnistriens et gagaouzes qui lui sont restés fidèles : ces derniers déclarent chaque fois vouloir se rapprocher de la Russie et organisent des référendums ad hoc donnant toujours les mêmes résultats anti-européens. 
Entre 2005 et 2009, les conservateurs communistes prônent d'abord un rapprochement avec l'Europe des Vingt-Huit. Moscou suspend ses importations de fruits et légumes en 2005 pour « raisons sanitaires » puis de vin moldave en mars 2006.
En 2009, l'Alliance moldave pro-européenne, une coalition de quatre formations militant pour l'adhésion à l'UE, remporte les élections en Moldavie. Le Premier ministre, Iurie Leanca, réduit les déficits et réoriente les exportations vers l'Europe. 
La réaction du Kremlin ne se fait pas attendre : Moscou suspend ses importations de fruits, légumes, vin moldaves pour « raisons sanitaires ».
Les conservateurs communistes gagaouzes prônent soudain le rapprochement avec l'Union douanière eurasiatique fondée en 2009 par la Russie avec la Biélorussie et le Kazakhstan.
En 2013, juste avant la signature de l'accord de Partenariat de la Moldavie avec l'Union européenne, la tension monte encore. Mikhaïl Formouzal, bachkan (gouverneur) de Gagaouzie depuis 2006, organise un référendum ad hoc et affirme : 

« L’accord avec l’UE ne constitue pas un repère clair et précis (…) On nous dit : signez l’accord et vous intégrerez peut-être l’Europe. Mais dans combien de temps : cinq ans ? Dix-huit ans ? Trente ans ? Regardez la Turquie : elle remplit toutes les conditions et elle n’est pas acceptée dans l’UE. Autant prendre exemple sur la Suisse, qui est… neutre. »

— 
Le 2 février 2014, 97 % des votants gagaouzes se prononcent par référendum contre le rapprochement de la Moldavie avec l'Union européenne, 98 % pour une adhésion à l'Union douanière eurasiatique et 98,9 % se prononcent pour le droit de la Gagaouzie à déclarer son indépendance si la Moldavie devait être rattachée à la Roumanie. Le taux de participation varie selon les sources, entre 53 % (Radio Free Europe) et 72 % (Zimpul Timpul). Quoi qu'il en soit, Moscou lève partiellement son embargo sur les vins moldaves de Gagaouzie. 
Le but avoué est bien de faire peser dans les décisions moldaves la menace de sécession de la Gagaouzie de la Moldavie,. Cependant, ce scrutin n'a pas été reconnu par les autorités moldaves du fait de son inconstitutionnalité. Le quotidien Adevarul Moldova affirme :

« Les référendums font partie d’un scénario écrit à Moscou. C’est une provocation mise en scène par les agents russes, qui souhaitent déstabiliser le pays à l’approche de la signature de l’accord d’association avec UE et pendant une année électorale de surcroît… »

— 
L'accord d'association entre la Moldavie et l'Union européenne est signé le 27 juin 2014.
La Gagaouzie décide d'y adhérer peu après[Quand ?][pas clair] — discrètement[Quoi ?], ainsi qu'à l'Eurorégion Siret-Prut-Nistre à cheval sur la Moldavie et la Roumanie. 
En 2014 toujours, la révolution de Maïdan à Kiev puis l'annexion de la Crimée par la Russie rendent le gouvernement moldave très prudent mais aussi les Gagaouzes. 
Depuis, le développement économique a fait de la Gagaouzie une des régions les plus dynamiques de Moldavie, avec une agriculture diversifiée et des échanges commerciaux internationaux intenses, dans l'augmentation desquels les capitaux turcs, via l'Organisation de coopération économique de la mer Noire, jouent un rôle important.

### Chronologie
Dates clés dans l'histoire de la Gagaouzie
- 1812 : venus de Dobrogée des Gök-Oğuz et des Bulgares s'installent dans le sud de la Bessarabie après son annexion par la Russie : ils y remplacent les Tatars partis s'installer en Dobrogée.
- 1856 : à la suite de la défaite russe lors de la guerre de Crimée, la région repasse sous administration de la principauté de Moldavie (qui s'unit en 1859 à la principauté de Valachie pour former la Roumanie).
- 1878 : la Russie regagne les zones perdues en 1856 à la suite du congrès de Berlin[10].
- 1906 : insurrection paysanne liée à la révolution de 1905 ; république de Comrat.
- 1907 : premiers livres en langue gagaouze publiés sous l'impulsion de Mihail Çakir.
- 1917 : les députés Gagaouzes au Sfatul Țării de Bessarabie votent l'indépendance de la première République démocratique moldave, et quelques mois après, son rattachement à la Roumanie.
- Seconde Guerre mondiale : le territoire de la Gagaouzie est annexé par l'URSS en juin 1940 et divisé entre les républiques socialiste soviétiques moldave et ukrainienne. Le clergé et les lettrés gagaouzes sont déportés sous l'accusation de « collusion avec le pouvoir monarchique et fasciste roumain ».
- 1946-1947 : La famine soviétique de 1946-1947 voit la moitié de la population gagaouze disparaître. Les survivants, en Moldavie comme en Ukraine, prennent désormais soin d'être des citoyens soviétiques modèles. Des kolkhozes tabatiers et viticoles voient le jour. La région y trouve une relative prospérité.
- 1988 : dans le contexte de la glasnost et de la perestroïka, les moldaves commencent à revendiquer leur auto-détermination : les Gagaouzes, alors dirigés par Stepan Topal, en font autant.
- 1989 : le roumain devient langue officielle de la Moldavie, ce qui est perçu comme discriminatoire par les partisans de Stepan Topal (d'autres, plus âgés, s'y rallient).
- 1991 : la République de Gagaouzie indépendante est proclamée par Stepan Topal dans les communes moldaves où les Gagaouzes sont majoritaires (le mouvement ne touche pas les villages gagaouzes d'Ukraine).
- 1994 : la Moldavie renonce à revendiquer sa roumanophonie, la langue est officiellement appelée moldave et la Gagauz Yeri devient une région autonome de Moldavie. Le gouvernement turc propose à Stepan Topal de se rattacher à l'Église orthodoxe turque du patriarche Eftim III (qui serait ainsi passé d’une quarantaine de fidèles à près de 120 000). Stepan Topal lui rend visite aux frais du gouvernement turc. Mais lorsqu'Eftim III demande l’envoi de 100 familles gagaouzes et de 4 prêtres à Istanbul afin de constituer une vraie communauté, Stepan Topal ne peut accepter, compte tenu des obligations héritées de son passé soviétique : maintenir la pression russe sur le gouvernement nouvellement indépendant de la Moldavie, afin que le nouvel État moldave ne quitte pas la sphère d’influence de Moscou ou, s’il la quittait, que ce soit sans la Gagaouzie (et sans la Transnistrie)[11]. C’est pourquoi, même si leur rattachement au Patriarcat orthodoxe turc est régulièrement évoqué par la presse nationaliste turque, les Gagaouzes sont tous restés fidèles au patriarcat de Moscou.
- 1995 : les élections de l'assemblée nationale de la région de Gagaouzie se tiennent. Le conflit de cinq années entre la Moldavie et la Gagaouzie se termine officiellement.
- Depuis lors, toutes les élections donnent une majorité de plus 90% aux partis pro-russes communiste et socialiste. Après Stepan Topal, les başkans (gouverneurs) de la Gagaouzie ont été Mihail Formuzal puis Irina Vlah issus de ces partis.

## Économie
L'économie de la Gagaouzie est basée sur l'agriculture, la viticulture et l'élevage.
Les principaux produits d'exportation sont le vin, l'huile de tournesol, les boissons non alcoolisées, la laine, le cuir et les textiles. Il y a douze établissements vinicoles qui traitent plus de 400 000 tonnes par an. Il y a aussi deux usines d'huile, deux usines de tapis, une usine de viande et une usine d'alcool.

## Population
En 2014, la Gagaouzie compte 134 535 habitants dont 83,8 % de Gagaouzes, 4,9 % de Bulgares, 4,7 % de Moldaves, 3,2 % de Russes, 2,5 % d'Ukrainiens et 0,9 % de personnes d'une autre ethnie.
Par ailleurs, 80,4 % de la population se déclare de langue maternelle gagaouze, 9,9 % de langue russe, 4,1 % de langue bulgare, 3,8 % de langue moldave/roumaine, 1,3 % de langue ukrainienne et 0,5 % d'une autre langue maternelle. Le russe est, officiellement, « langue de communication interethnique » et une des langues d'enseignement.
Les Gagaouzes (en turc : Gök-Oğuz « Oghouzes bleus/célestes ») sont une population initialement turcophone, largement russifiée durant les XIXe et XXe siècles et culturellement distincte des Turcs : elle est chrétienne orthodoxe et sa langue est très proche de la langue turque parlée en Anatolie, mais imprégnée de mots bulgares et roumains.
La ville de Comrat est la capitale de la région autonome, avec près de 15 % de la population de la région (20 113 habitants en 2014).

## Politique
Depuis l'autonomie acquise en 1994 et les premières élections de l'année suivante dans la nouvelle région autonome, la Gagaouzie est dotée d'un chef de l'exécutif en la personne d'un gouverneur de Gagaouzie (Başkan) élu au scrutin universel direct pour un mandat de quatre ans, et d'une assemblée législative propre, l'Assemblée populaire de Gagaouzie, composée de 35 sièges et renouvelée tous les quatre ans au scrutin uninominal majoritaire à deux tours dans autant de circonscriptions uninominales.

## Culture et éducation
La Gagaouzie compte 55 écoles, le Comrat Pedagogical College et l'université d'État de Comrat. La Turquie a fondé un centre culturel Türk İșbirliği Ve Kalkınma İdaresi Bașkanlığı et une librairie Atatürk Kütüphanesi. 
Dans la commune de Beșalma se trouve un musée historique et ethnographique fondé par Dmitrii Kara Coban.

## Transport
La Gagaouzie compte 451 kilomètres de routes, dont 82 % sont goudronnées. La Turquie a prêté 35 millions de dollars à la Moldavie pour améliorer le réseau de transport de la Gagaouzie.

## Personnalités liées
- Gavril Zanetov (1863-1934), avocat, historien, publiciste, critique littéraire bulgare y est né